# 飛花
「飛花」（ひか）は、須田景凪の楽曲。デジタル配信限定シングルとしてunBORDE（ワーナーミュージック・ジャパン）より2020年11月13日に各音楽配信サービスにてリリースされた。

## 概要
- 前作「Carol」から約4ヶ月ぶりのリリースとなった。
- 配信リリース以前に、10月23日に行われた「須田景凪 ONLINE LIVE 2020 “催花”」にて初披露された。
- メジャー1stアルバム『Billow』のリリースに先立ち先行配信された。

## 収録曲と規格
| #         | タイトル  | 作詞・作曲 | 編曲      | 時間 |
| --------- | --------- | ---------- | --------- | ---- |
| 1.        | 「飛花」  | 須田景凪   | 須田景凪  | 4:04 |
| 合計時間: | 合計時間: | 合計時間:  | 合計時間: | 4:04 |